# 대한민국의 교통 사고
다음은 대한민국의 교통 사고에 관한 발생한 것으로 자동차 중심의 가치 판단으로 법규 위반에 의한 사고에 대해 고의범이 아닌 과실범으로 보는 경향이 강하다 보니 처벌 수위가 낮아 OECD 국가 중 가장 높다.
2018년 한국교통안전공단 안전연구처가 인체모형을 이용해 진행한 실험 결과에 따르면 시속 60km로 주행하는 자동차가 보행자와 충돌했을 때 보행자가 크게 다칠 가능성은 92.6%다. 자동차 속도가 시속 30km로 줄어들면 보행자가 크게 다칠 가능성은 15.4%로 급격히 줄어든다. 특히 속도가 빠르면 충돌 시 머리에 가해지는 충격이 커져 사망 확률도 80% 이상으로 커졌다.

## 역사
1899년 5월 26일에 한성부 종로 2가 근처에서 운행되는 전차 앞을 지나가던 아이가 차에 치여 목숨을 잃었다.
1924년 종로경찰서 관내에서 교통사고는 94건(사망 3건 중상 11건 경상 80건) 법규 위반은 9200여 건이다

## 조항
제54조(사고발생 시의 조치) ① 차의 운전 등 교통으로 인하여 사람을 사상(死傷)하거나 물건을 손괴(이하 "교통사고"라 한다)한 경우에는 그 차의 운전자나 그 밖의 승무원(이하 "운전자등"이라 한다)은 즉시 정차하여 사상자를 구호하는 등 필요한 조치를 하여야 한다.
② 제1항의 경우 그 차의 운전자등은 경찰공무원이 현장에 있을 때에는 그 경찰공무원에게, 경찰공무원이 현장에 없을 때에는 가장 가까운 국가경찰관서(지구대, 파출소 및 출장소를 포함한다. 이하 같다)에 다음 각 호의 사항을 지체 없이 신고하여야 한다. 다만, 운행 중인 차만 손괴된 것이 분명하고 도로에서의 위험방지와 원활한 소통을 위하여 필요한 조치를 한 경우에는 그러하지 아니하다.
1. 사고가 일어난 곳
2. 사상자 수 및 부상 정도
3. 손괴한 물건 및 손괴 정도
4. 그 밖의 조치사항 등
③ 제2항에 따라 신고를 받은 국가경찰관서의 경찰공무원은 부상자의 구호와 그 밖의 교통위험 방지를 위하여 필요하다고 인정하면 경찰공무원(자치경찰공무원은 제외한다)이 현장에 도착할 때까지 신고한 운전자등에게 현장에서 대기할 것을 명할 수 있다.
④ 경찰공무원은 교통사고를 낸 차의 운전자등에 대하여 그 현장에서 부상자의 구호와 교통안전을 위하여 필요한 지시를 명할 수 있다.
⑤ 긴급자동차, 부상자를 운반 중인 차 및 우편물자동차 등의 운전자는 긴급한 경우에는 동승자로 하여금 제1항에 따른 조치나 제2항에 따른 신고를 하게 하고 운전을 계속할 수 있다.
⑥ 경찰공무원(자치경찰공무원은 제외한다)은 교통사고가 발생한 경우에는 대통령령으로 정하는 바에 따라 필요한 조사를 하여야 한다.
[전문개정 2011.6.8]— 대한민국 도로교통법 제54조

## 판례

### 녹색신호 직진 차량의 업무상 주의의무
- 교차로를 녹색등화에 따라 직진하는 차량의 운전자는 다른 차량이 신호를 위반하고 직진하는 차량의 앞을 가로질러 좌회전할 경우까지를 예상하여 그에 따른 사고발생을 미연에 방지할 업무상의 주의의무는 없다.[4]

### 우천 시 고속도로 운전자의 회피조작과 업무상 과실
- 비가 내려 노면이 미끄러운 고속도로의 주행선을 진행하던 추월선상의 A차량이 갑자기 甲의 차선으로 들어왔고, 甲이 A차량을 피하다가 빗길에 미끄러져 중앙분리대를 넘어가 반대편 추월선상의 B차량과 충돌하여, B차량의 운전자가 사망하였다면 甲의 업무상 과실이 인정된다[5]

### 신호위반 차량에 대한 예견의무
- 교차로를 녹색등화에 따라 직진하는 차량의 운전자는 다른 차량이 신호를 위반하고 직진하는 차량의 앞을 가로질러 좌회전할 경우까지를 예상하여 그에 따른 사고발생을 미연에 방지할 업무상의 주의의무는 없다[6]

## 통계
다음과 같다.
| 년도   | 사고건수  | 사망자수 | 부상자수  | 보행자 사망 |
| ------ | --------- | -------- | --------- | ----------- |
| 1970년 | 37,243건  | 3,069명  | 42,830명  |             |
| 1975년 | 58,323건  | 3,800명  | 61,092명  |             |
| 1980년 | 120,182건 | 5,608명  | 111,641명 |             |
| 1985년 | 146,836건 | 7,522명  | 184,420명 |             |
| 1990년 | 255,303건 | 12,325명 | 324,229명 |             |
| 1995년 | 248,865건 | 10,323명 | 331,747명 |             |
| 2000년 | 290,481건 | 10,236명 | 426,984명 |             |
| 2005년 | 214,171건 | 6,376명  | 342,233명 |             |
| 2010년 | 226,878건 | 5,505명  | 352,458명 |             |
| 2011년 | 221,711건 | 5,229명  | 341,391명 | 39.1%       |
| 2012년 | 223,656건 | 5,392명  | 344,565명 | 37.6%       |
| 2013년 | 215,354건 | 5,092명  | 328,711명 | 38.9%       |
| 2014년 | 223,552건 | 4,762명  | 337,497명 | 40.1%       |
| 2015년 | 232,035건 | 4,621명  | 350,400명 | 38.8%       |
| 2016년 | 220,917건 | 4,292명  | 331,720명 | 1,714명     |
| 2017년 | 216,335건 | 4,185명  | 322,829명 | 1,675명     |
| 2018년 | 217,148건 | 3,781명  | 323,036명 | 1,487명     |
| 2019년 | 229,600건 | 3,349명  | 341,712명 | 1,302명     |
| 2020년 | 209,654건 | 3,081명  |           | 1,093명     |

- 2018년 사망자가 4천 명 이하로 내려온 이후 꾸준히 감소 추세에 있다고 밝혔다.

이는 2018년 정부가 ‘
[출처] 대한민국 정책브리핑 (www.korea.kr)

## 같이 보기
- 대한민국 도로교통법
- 교통사고처리특례법
- 자동차 사고
- 손해보험협회
- 도로교통공단
- 안개로 인한 교통사고